# Strawn (Texas)
Strawn es una ciudad ubicada en el condado de Palo Pinto en el estado estadounidense de Texas. En el Censo de 2010 tenía una población de 653 habitantes y una densidad poblacional de 321,18 personas por km².

## Geografía
Strawn se encuentra ubicada en las coordenadas 32°33′3″N 98°29′53″O / 32.55083, -98.49806. Según la Oficina del Censo de los Estados Unidos, Strawn tiene una superficie total de 2.03 km², de la cual 2.02 km² corresponden a tierra firme y (0.76%) 0.02 km² es agua.

## Demografía
Según el censo de 2010, había 653 personas residiendo en Strawn. La densidad de población era de 321,18 hab./km². De los 653 habitantes, Strawn estaba compuesto por el 88.06% blancos, el 0.61% eran afroamericanos, el 0.31% eran amerindios, el 0.31% eran asiáticos, el 0% eran isleños del Pacífico, el 9.65% eran de otras razas y el 1.07% pertenecían a dos o más razas. Del total de la población el 26.03% eran hispanos o latinos de cualquier raza.